# ۱۹۴۲ (بازی ویدئویی)
بازی ۱۹۴۲ در سال ۱۹۸۴ و در سبک اکشن و شوتم‌آپ، توسط شرکت کپ‌کام تولید و منتشر گردید.

## گیم‌پلی

تصویر بازی کمودور 64

این بازی یکی از مشهورترین بازی‌های آرکید در سبک مبارزات هوایی می‌باشد. گیم پلی بازی بر اساس کنترل یک هواپیمای مدل جنگ جهانی دوم، به صورت دوبعدی و ژانر معروف Shoot'em Up تهیه گردیده‌است. بازیباز باید یک تنه به میان انبوهی از هواپیماها و تجهیزات نظامی دشمن نفوذ کرده و اجازه ندهند دشمنان هواپیمای او را مورد هدف فرار دهند.
گرافیک این بازی دو بعدی و نمایی از بالا ارائه می‌دهد که صفحه نمایش به صورت عمودی در حین بازی حرکت می‌کند.

## سازندگان بازی
- طراحان : استفان گرین برای کمودور ۶۴، دیوید سیلر برای گیم بوی کالر
- برنامه نویسان : استفان گرین
- موزیک : مارک کوکسی [۳]

## سیستم‌ها
این بازی ابتدا در سال ۱۹۸۴ توسط شرکت کپ‌کام بر روی دستگاههای بازی آرکید منتشر گردید، سپس در سال ۱۹۸۶ توسط شرکت‌های Elite Systems و کپ‌کام برای رایانه‌های خانگی آمستراد سی پی سی، کمودور ۶۴، اسپکتروم و کنسول بازی سوپر نینتندو در سراسر جهان عرضه شد. نسخه ام‌اس‌ایکس این بازی در سال ۱۹۸۷ به بازارهای جهانی ارائه گردید.

## معادل انگلیسی
1. ↑  Stephen Green
2. ↑  David Siller
3. ↑  Mark Cooksey